# Universidade Liberty
A Universidade Liberty (em inglês:  Liberty University) é uma universidade privada batista localizada em Lynchburg (Virgínia), nos Estados Unidos da América. É afiliada à Southern Baptist Conservatives of Virginia (Convenção Batista do Sul).

## História
A universidade foi fundada como "Lynchburg Baptist College" por Jerry Falwell em 1971.  Em 1985, foi concedido o status de universidade e adotou seu nome atual.  Em 2007, Jerry Falwell Jr. tornou-se o presidente da universidade.  Em agosto de 2020, Jerry Prevo, um ex-pastor de uma igreja Batista em Anchorage, tornou-se presidente da universidade.
Jerry Falwell Jr renunciou ao cargo de presidente em agosto de 2020 após postagens voluntárias que incluíam fotos polêmicas nas redes sociais e a revelação da aprovação de sua esposa para um caso extraconjugal com outro homem. 

## Afiliações
Ela é membro da Southern Baptist Conservatives of Virginia (Convenção Batista do Sul). 

## Controvérsias
Em 1989, Jerry Falwell disse aos funcionários da Universidade Liberty que ser membro de sua igreja e pagar o dízimo eram obrigatórios. 

## Campus

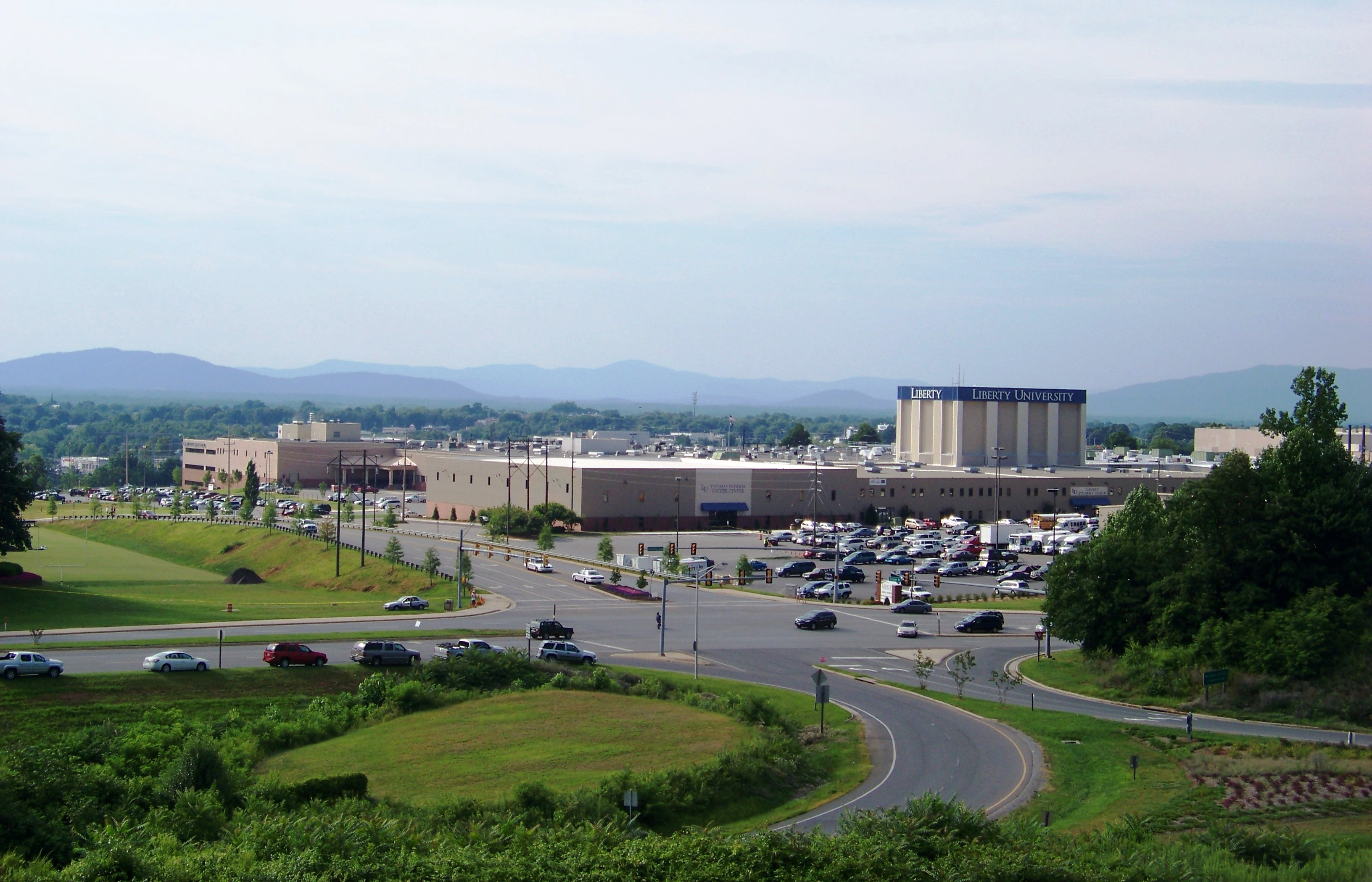
Campus
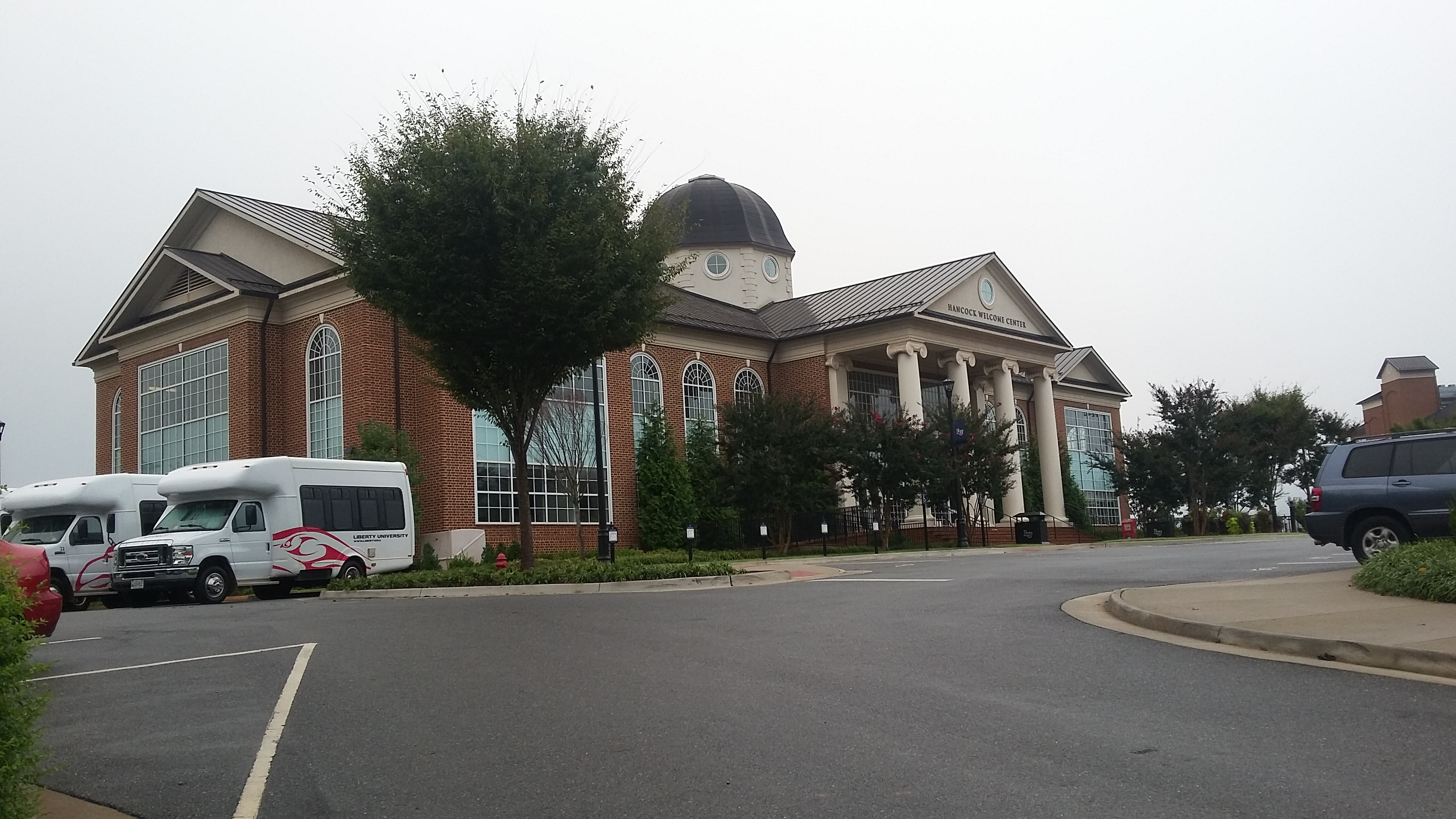
Liberty University Visitor Center
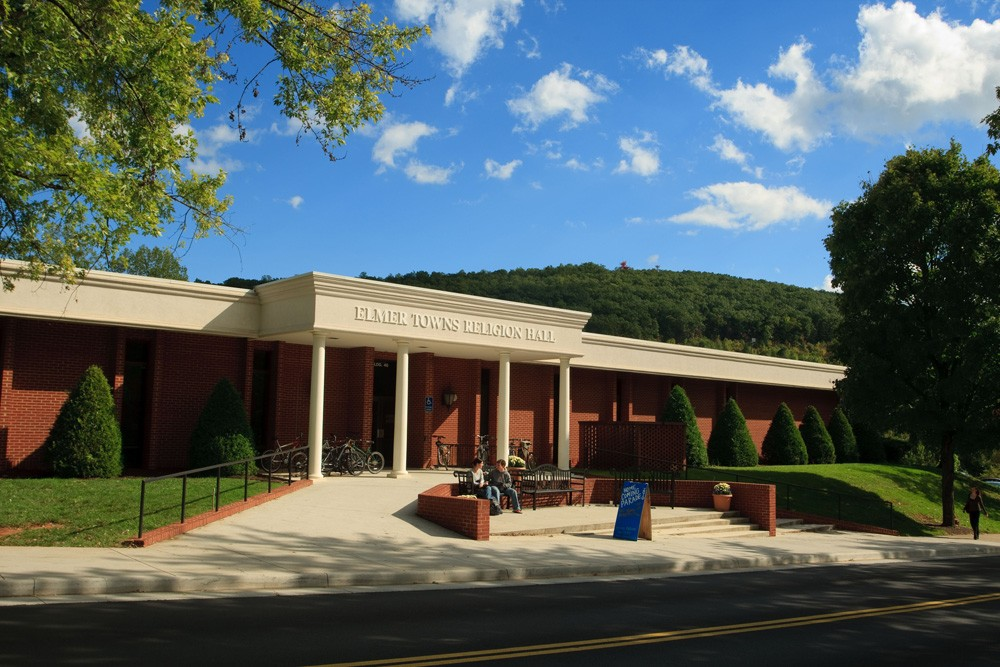
Elmer Towns Religion Hall
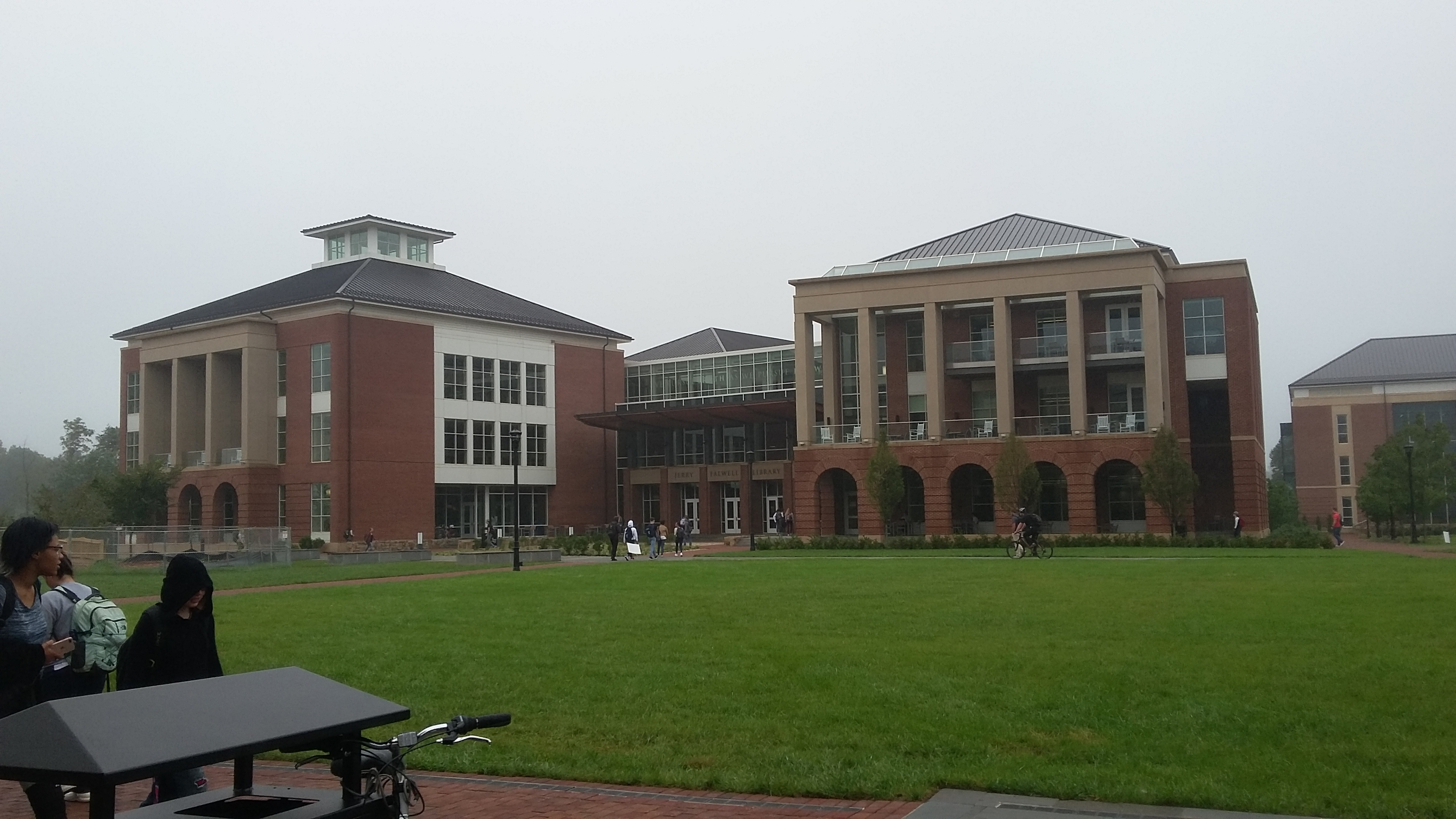
Jerry Falwell Library
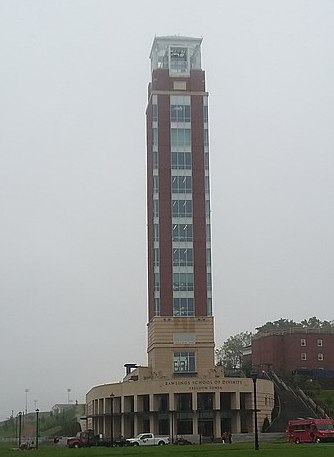
Liberty University School of Divinity
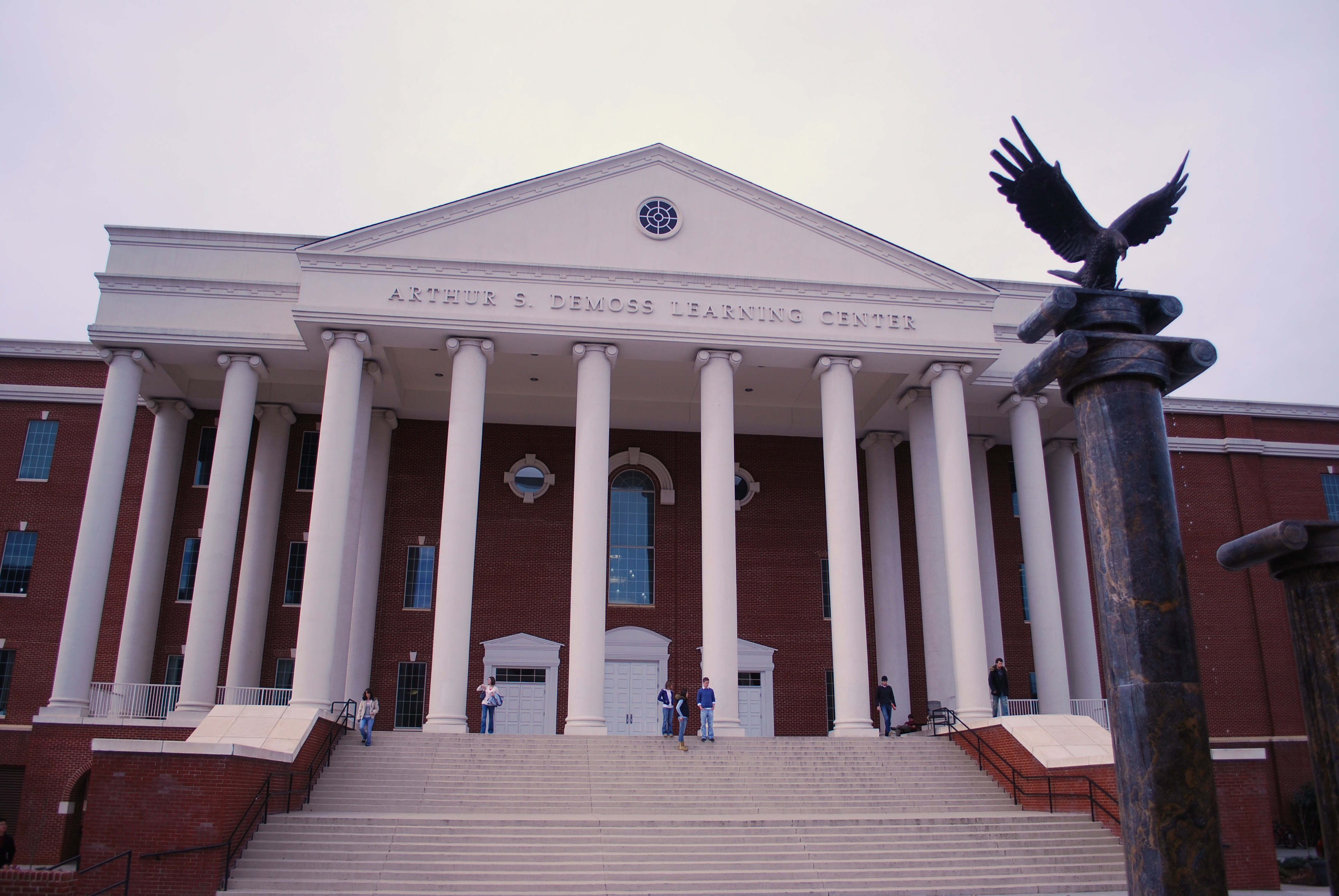
DeMoss Learning Center